# 그 아이의 꿈을 꾸었습니다.
야마사토 료타 단편 망상 소설집 《그 아이의 꿈을 꾸었습니다.》(山里亮太短編妄想小説集 あのコの夢を見たんです。 야마사토료타탄펜모소쇼세츠슈 아노코노유메오미탄데스[*])는 야마사토 료타(난해 캔디즈)의 소설 단편집이다.
2020년 10월부터 TV 도쿄 드라마 24 시간대에 드라마로 제작되어 방송되고 있다.

## 개요
월간 TV 정보지 “B.L.T.”(도쿄 뉴스 통신지)에서 2010년 10월호부터 연재되고 있다. 실존하는 여배우, 아이돌들을 상상한 후에 야마사토 자신이 망상해서 창작한 것이다. 야마사토는 이들의 작품에 대해서 “소속사가 인정해준 합법 스토커”라고 말하고 있지만 한편으로 모델이 된 여배우 등으로부터의 감상을 받는 것도 적지 않다고 한다. 또한, 같은 개그 콤비 상대인 야마사키 시즈요는 모델로 등장하지 않는다.
연재가 시작되고나서 9년 후인 2019년 4월 12일에 인기가 높아진 16편의 단편을 수록한 책이 도쿄 뉴스 통신지에서 간행되었다. 서작판에 수록된 소설에 등장하는 여배우나 아이돌은 아래와 같다.
- 아라이 미우 (연재 당시: 아라이 모에)
- 이토요 마리에
- 오토모 카렌
- 사쿠라이 히나코
- 스가이 유카(케야키자카46)
- 츠치야 타오
- 나카조 아야미
- 하루
- 히라테 유리나 (연재 당시: 케야키자카46）
- 히로세 스즈
- 마츠오카 마유
- 야기 리카코
- 유키 미오
- 요시오카 리호
- 요시네 쿄코
- 와타나베 마유 (2020년 5월 31일에 연예계를 은퇴)

## 드라마
2020년 10월 3일(2일 심야 시간대)부터 TV 도쿄의 드라마 24 시간대의 예순 번째 작품으로 매주 토요일 새벽 12시 12분 ~ 12시 52분(금요일 심야)에 방송되고 있다. 주연은 민영 방송국 드라마에 첫 출연인 나카노 타이가이다. 모리 나나, 시라이시 세이, 사야시 리호의 에피소드는 야마사토 료타가 드라마용으로 신규로 적은 것으로 드라마 오리지널 에피소드이다.
방송 시작 시점으로 공식 홈페이지 내의 등장 인물 소개 페이지에서 각 에피소드의 여주인공이 공개되어 있다.

### 줄거리
개그맨인 야마사토 료타는 개그 소재를 만들기 위해서 찻집에 들어간다. 하지만, 찻집 속에서 벌어지는 여러 사건에 집중하지 못하고 초조한 느낌이 몰려온다. 그곳에서 야마사토 료타는 개그 소재를 만드는 것을 뒤로 미루고 천천히 노트를 펼치며 실재하는 여배우나 아이돌, 모델을 주인공으로 한 이야기를 적기 시작했다. 이 소설을 적는 시간이 야마사토에게는 마음을 터놓을 수 있는 시간인 것이다. 여배우나 아이돌, 모델을 여주인공으로 한 야마사토의 망상 이야기가 막이 열린다.

### 등장 인물
- 나카노 타이가 : 야마사토 료타(山里亮太) 역 (아역 : 사토 마오)
- 카나이 히로토 : 타니우라(谷浦) 역 - 야마사토 료타의 매니저
- 마츠카와 나루키 : 미야마(脇坂) 역 - 샐러리맨
- 코무로 아미 : 미야마(美山) 역 - AP
- 테라다 히카리 : 찻집의 간사이 사투리 점원 역

### 게스트
- 각 에피소드의 여주인공은 각각 본인의 역할을 맡고 있다. #방송 일정의 여주인공란을 참조.

제1화
- 카토 료 : 카토 료 역
- 스노하라 아이라 : 카나(香奈) 역 - 아야미의 친구
- 카토 파치쿠 : 탓 군(たっくん) - 아야미와 바람을 피웠던 남자
- 코야마 리나
- 오기노 사나 : 탓 군의 여자친구 역
- 아렌
- 니조 마사시
- 이소타니 모모코 (아역) : 나카죠 아야미 역
- 사토 마오
- 미키 아츠히로
- 쿠로카와 타이세이
- 츠카모토 에이아
- 우에노마치 유지
- 오구라 준페이
- 이소무라 타케시
- 오마타 잇세이 : 미야모토 히토시(宮本ひとし) 역 - 3학년 B반 학생, 목소리로만 출연
- 타케자키 유카
- 코지마 히데키미

제2화
- 하마다 마리 : 루이다 카츠에(塁田勝枝) 역
- 우노 쇼헤이 : 고리키 후토시(剛田太) 역
- 하마츠 타카유키 : 로토(露戸) 역
- 이마모토 요코 : 요코다(横田) 역
- 이시다 타케루 : 유타(勇太) 역

제3화
- 코노 신노스케

제4화
- 사토 칸타

제5화
- 야나기 슌타로

### 방송 일정
| 화수  | 날짜      | 날짜         | 부제목          | 부제목            | 여주인공 (본인 역할) | 비고              |
| 화수  | TV 도쿄   | 도라마코리아 | 원어            | 한국어 제목       | 여주인공 (본인 역할) | 비고              |
| ----- | --------- | ------------ | --------------- | ----------------- | -------------------- | ----------------- |
| 제1화 | 10월 3일  | 10월 8일     | 追いかけたいの! | 뒤쫓아 가고 싶어! | 나카죠 아야미        |                   |
| 제2화 | 10월 10일 | 10월 15일    | そして伝説へ…   | 그렇게 전설로...  | 요시네 쿄코          |                   |
| 제3화 | 10월 17일 | 10월 22일    | 透明人間        | 투명 인간         | 모리 나나            | 오리지널 에피소드 |

| TV 도쿄 드라마 24                                            | TV 도쿄 드라마 24                                                            | TV 도쿄 드라마 24 |
| 이전 작품                                                    | 작품명                                                                       | 다음 작품         |
| ------------------------------------------------------------ | ---------------------------------------------------------------------------- | ----------------- |
| 浦安鉄筋家族 우라야스 철근 가족 (2020년 8월 22일 ~ 9월 26일) | あのコの夢を見たんです。 그 아이의 꿈을 꾸었습니다. (2020년 10월 3일 ~ 현재) | -                 |

### 내용주
1. ↑  원래 예순 번째 작품은 특별편 “40万キロかなたの恋 / 40만 킬로 저편의 사랑”이며 그것을 포함하면 예순한 번째 작품이다.

### 참조주
1. 1 2 3 4 5 6  “나카노 타이가가 주연, 야마사토 료타의 단편 소설집 ‘그 아이의 꿈을 꾸었습니다.’ 드라마화”. 《映画ナタリー》 (일본어) (株式会社ナターシャ). 2020년 8월 27일. 2020년 8월 27일에 확인함.
2. ↑  “山里、女性芸能人との妄想物語は「事務所が認めてくれた合法ストーカー」” [야마사토, 여성 예능인과의 망상 이야기는 ‘소속사가 인정해준 합법 스토커’]. 《お笑いナタリー》 (일본어). 2019년 4월 15일.
3. ↑  “山里亮太短編妄想小説集「あのコの夢を見たんです。」” [야마사토 료타 단편 망상 소설집 ‘그 아이의 꿈을 꾸었습니다,’] (일본어). 東京ニュース通信社. 2020년 8월 27일에 확인함.
4. ↑  Amazon.co.jp：山里亮太短編妄想小説集「あのコの夢を見たんです。」
5. ↑  “あのコの夢を見たんです。：山里亮太の妄想小説原作ドラマに豪華女優陣　中条あやみに芳根京子、池田エライザら　芸能活動再開の鞘師里保も” [그 아이의 꿈을 꾸었습니다. : 야마사토 료타의 망상 소설 원작 드라마에 호화 여배우진 나카조 아야미에 요시네 쿄코, 이케다 엘라이자 등 예능 활동 재개하는 사야이시 리호도]. 《まんたんウェブ》 (일본어). 2020년 9월 9일. 2020년 9월 9일에 확인함.
6. ↑  “キャスト｜【ドラマ24】あのコの夢を見たんです。” [등장 인물｜【드라마 24】그 아이의 꿈을 꾸었습니다.] (일본어). 株式会社テレビ東京-TV TOKYO Corporation. 2020년 10월 2일에 확인함.